# Matt Zemlin
 Matthias Zemlin  (11 de diciembre de 1980, Hamburgo, Alemania) es un gerente, experto en ciberseguridad y online, ex distribuidor de cine, productor, director y actor.

## Carrera
Matt Zemlin se graduó de Kingston Business School con especialización en TI. Es un gestor de riesgos de TI certificado y un hacker ético certificado por el EC-Council, además de estar certificado por Darktrace.
En 2009, Matthias Zemlin fundó la compañía de películas Solomon Pictures, que entre otras cosas fue responsable de la distribución de producciones cinematográficas internacionales. Hubo producciones musicales ocasionales con y sin Solomon Pictures agregado. Zemlin también participó activamente en la industria de los juegos y era conocido allí como uno de los jugadores clave en la gestión de ventas senior en 2012/2013. En los años que siguieron, se desempeñó como Director de Ventas, ayudando a mejorar significativamente la conciencia de marca de Mediflow, y fue responsable de organizar y administrar las ventas minoristas.

## Filmografía ( selección )

### Director
- 2013 : Dirty Money[7][8]

### Actor
- 2007 : Braindead[9]
- 2008 : Einsatz in Hamburg (serie de TV)[10]
- 2009 : The Sky Has Fallen[11]
- 2009 : Henri 4[12]
- 2010 : Kiss & Kill[13]
- 2010 : Bad Hero[14]
- 2011 : King of the Underground[15]
- 2013 : Closer Than Love[16]

### Productor
- 2009 : Wanted[17]
- 2010 : Dabangg[18]
- 2010 : Aakrosh
- 2011 : Rockstar

### Pianista
- 2009 : Conjurador
- 2010 : Bad Hero
- 2012 : Plan de 40 Puntos

### Compositor
- 2009 : Conjurador
- 2010 : Bad Hero
- 2012 : Plan de 40 Puntos
- 2013 : Dance All Night
- 2013 : Sumeria

## Nominaciones y premios

### Premio Internacional de Cine de Chipre
- 2011 Premio CIFF nominación para Bad Hero
- 2011 nominación " puentes" para Bad Hero

### Film Award Libertas
- 2011 nominado en la categoría " Mejor cortometraje " Bad Hero

### Premio Eksperimento
- 2011 Gran Premio del Jurado - Festival Cita
- 2011 nominado en la categoría " Mejor cortometraje " Bad Hero